# YFN Lucci
YFN Lucci, pseudonimo di Rayshawn Lamar Bennett (Atlanta, 16 febbraio 1991), è un rapper statunitense.

## Biografia
Rayshawn Lamar Bennett nasce ad Atlanta, in Georgia. Cresciuto ascoltando T.I. e Jeezy, inizia ad avviarsi verso il rap già all'età di 16 anni su consiglio del rapper Johnny Cinco. Anche suo fratello maggiore è un rapper, conosciuto con lo pseudonimo di YFN Kay.

## Carriera

### 2014-2016: gli inizi e il successo
Nel dicembre 2014 firma un contratto con la T.I.G. (Think It's a Game), sotto cui pubblica il suo mixtape di debutto, Wish Me Well. Il 16 febbraio 2016 pubblica Wish Me Well 2, che raggiunse la posizione numero 183 nella Billboard 200. Dal mixtape viene estratto il singolo Key to the Streets, in collaborazione con i Migos e Trouble, che si piazzò alla 70ª posizione nella Billboard Hot 100. Il brano venne inoltre incluso nella lista delle 50 migliori canzoni hip hop del 2016 dalla rivista XXL e nella classifica dei migliori 60 brani dell'anno da Vibe.
Nel settembre 2016, assieme ai Migos, 21 Savage, Kap G, Young Dolph e Zaytoven, è apparso sulla copertina del numero "Hidden Hip-Hop Gems of Summer '16" della rivista Rolling Out. Ad ottobre esce You Know in collaborazione di Meek Mill, valido come primo estratto del nuovo mixtape di quest'ultimo, DC4. A dicembre Bennett viene incluso nella lista dei 10 artisti hip hop da tenere d'occhio nel 2017 da Billboard.

### 2017-presente:Long Live NuteRay Ray From Summerhill
Nell'aprile 2017 Bennett pubblica il suo EP di debutto, Long Live Nut, che contiene collaborazioni con Rick Ross, Dreezy, PnB Rock, Lil Durk, Boosie Badazz e YFN Trae Pound. L'EP ha debuttato al ventisettesimo posto nella Billboard 200.
Il 9 marzo 2018 esce il suo primo album in studio, intitolato Ray Ray From Summerhill.
Il 14 febbraio 2020 Bennett pubblica il singolo Wet, il quale remix fu poi pubblicato il successivo 18 settembre, in compagnia della rapper Latto; il brano funge da primo estratto del mixtape Wish Me Well 3, uscito ufficialmente il 4 dicembre.

## Vita privata
Nel 2018 e nel 2020 ha avuto una relazione a intermittenza con Reginae Carter, figlia di Lil Wayne. Bennett ha avuto quattro figli da due compagne diverse.

## Questioni legali
Il 18 marzo 2018, Anthony Cam, alias Rackboy Cam, un rapper del New Jersey, ha presentato una denuncia alla corte distrettuale della Georgia contro Bennett, PnB Rock, il produttore discografico June James e tutta la Think It's a Game Records accusandoli di violazione delle norme del copyright. Il 2 marzo 2021, il giudice senior della corte distrettuale degli Stati Uniti Charles Pannell ha emesso una sentenza di inadempienza per 1,7 milioni di dollari a favore del querelante. Il 6 settembre 2022 la Corte d'appello della Georgia ha annullato la sentenza sostenendo che il ricorrente non aveva notificato correttamente a James la denuncia modificata presentata un mese dopo l'originale.
Il 12 gennaio 2021 viene diramato un mandato di arresto nei confronti di Bennett, con l'accusa di aver ucciso un uomo durante una sparatoria avvenuta nel dicembre 2020 e di essere aggregato all'interno di attività criminali di gang di strada. Bennett si è consegnato alle forze dell'ordine il giorno dopo. L'8 febbraio seguente viene rilasciato agli arresti domiciliari dopo aver pagato una cauzione di 500.000 dollari.
Nel maggio del 2021, Bennett viene accusato di aver violato la legge del RICO e viene richiamato in appello dalla procuratrice distrettuale della contea di Fulton Fani Willis. Il rapper viene indagato per vari reati, tra cui associazione a delinquere, violazione della legge anti-gang dello stato e possesso di un'arma da fuoco durante la commissione di un crimine. Il dipartimento di polizia di Atlanta ha affermato che Bennett fosse un membro di una fazione dei Bloods, ma l'avvocato personale dell'artista ha sostenuto che egli fosse innocente. Il 2 giugno successivo la contea di Fulton ha negato la cauzione a Bennett. Il 23 gennaio 2024, dopo aver raggiunto un accordo economico con i pubblici ministeri, si dichiara colpevole di affiliazione a gang criminali, venendo condannato in primo grado a 10 anni di reclusione più altri 10 in libertà vigilata, nei quali sono conteggiati quelli già scontati. Nel gennaio 2025 Fani Willis scrive una lettera al State Board of Pardons and Paroles per chiedere il rilascio anticipato del rapper, avvenuto effettivamente il 31 dello stesso mese.

## Discografia

### Album in studio
- 2018 – Ray Ray from Summerhill

### EP
- 2017 – Long Live Nut
- 2018 – Freda's Son
- 2018 – See No Evil
- 2018 – 3 EP
- 2018 – 3: The Sequel EP
- 2020 – Corona Pack EP

### Mixtape
- 2014 – Wish Me Well
- 2016 – Wish Me Well 2
- 2018 – LucciVandross (con Yung Bleu)
- 2019 – 650Luc: Gangsta Grillz (con DJ Drama)
- 2019 – HIStory
- 2020 – HIStory, Lost Pages
- 2020 – Wish Me Well 3

### Singoli

#### Come artista principale
- 2014 – Made for It (feat. Backpack)
- 2014 – I Wonder Why (feat. Skooly)
- 2015 – Know No Better
- 2015 – YFN
- 2015 – Don't Know Where I'd Be (con Rich Homie Quan)
- 2016 – Key to the Streets (feat. Migos e Trouble)
- 2016 – Everyday We Lit (feat. PnB Rock)
- 2017 – Never Worried
- 2017 – Ammunition (feat. YFN Trae Pound)
- 2017 – Gang Gang (con Lil Durk)
- 2017 – 50 Missed Calls (con Ray Vicks e Moneybagg Yo)
- 2017 – Boss Life (feat. Offset)
- 2018 – Street Kings (feat. Meek Mill)
- 2018 – One Day (con Neek Bucks)
- 2018 – Live That Life (con Rich Homie Quan feat. Garren)
- 2019 – All Night Long (feat. Trey Songz)
- 2020 – Wet
- 2020 – Fuck It (feat. Jackboy)
- 2020 – Man Down
- 2020 – September 7th
- 2021 – I Gotcha

#### In collaborazione
- 2015 – Did Dat (S.K.J feat. YFN Lucci)
- 2015 – Run It Up (Jose Guapo feat. Takeoff e YFN Lucci)
- 2015 – Understand Me (Bossaleana feat. YFN Lucci)
- 2015 – Everyday (Ralo feat. YFN Lucci)
- 2015 – Room Full of Bitchez (BirdGang Greedy feat. Rich Homie Quan e YFN Lucci)
- 2016 – Go Get It (Mojoceosys feat. YFN Lucci e YFN Kay)
- 2016 – Whatever (BowlLane Slick feat. YFN Lucci)
- 2016 – Work for It (Kayla Brianna feat. YFN Lucci)
- 2016 – Bandz (Jim Fetti feat. YFN Lucci)
- 2017 – On My Grind (Dirty1000 feat. YFN Lucci)
- 2017 – Lifestyle (KD Young Cocky feat. YFN Lucci)
- 2018 – Muñequita Linda (Juan Magán, Deorro e MAKJ feat. YFN Lucci)